# Kashif
Michael "Kashif" Jones, född 26 december 1956 i Harlem i New York, död 25 september 2016 i Playa del Rey i Los Angeles, var en amerikansk soulsångare, producent, keyboardist och låtskrivare.
Kashif föddes i Harlem men växte upp i Brooklyn. Han inledde sin musikaliska bana som keyboardist i gruppen B.T. Express på 1970-talet. Under 1980-talet började han producera och skriva låtar för andra artister. Några artister han arbetat med är Evelyn "Champagne" King, Melba Moore, George Benson, Whitney Houston, Da Brat, Lil' Kim, Will Downing och Stacy Lattisaw.
1983 släppte Kashif sitt första soloalbum, Kashif.

## Diskografi, album
- Kashif (1983)
- Send me your love (1984)
- Condition of the heart (1985)
- Love changes (1987)
- Kashif (1989)
- Who loves you? (1998)
- Music from my mind (2004)